# Gymnastique rythmique aux Jeux olympiques d'été de 2008 - Résultats par équipes
Pour un article plus général, voir Gymnastique rythmique aux Jeux olympiques d'été de 2008.
Navigation
Athènes 2004 Londres 2012
Cette page présente les résultats du concours général individuel de gymnastique rythmique aux Jeux olympiques d'été de 2008.

## Concours général par équipes
| Rang                                | Gymnaste | 5 cordes   | 5 cordes | 3 cerceaux, 2 massues | 3 cerceaux, 2 massues | Total  |
| Rang                                | Gymnaste | Score      | Pénalité | Score                 | Pénalité              | Total  |
| ----------------------------------- | --- | ---------- | -------- | --------------------- | --------------------- | ------ |
| Médaille d'or, Jeux olympiques      | Russie Margarita Aliychuk Anna Gavrilenko Tatiana Gorbunova Elena Posevina Daria Shkurikhina Natalia Zueva            | 17.750 (1) | -        | 17.800 (1)            | -                     | 35.550 |
| Médaille d'argent, Jeux olympiques  | Chine Cai Tongtong Chou Tao Lu Yuanyang Sui Jianshuang Sun Dan Zhang Shuo                                             | 17.575 (3) | -        | 17.650 (2)            | -                     | 35.225 |
| Médaille de bronze, Jeux olympiques | Biélorussie Olesya Babushkina Anastasia Ivankova Zinaida Lunina Glafira Martinovich Ksenia Sankovich Alina Tumilovich | 17.625 (2) | -        | 17.275 (4)            | 0.20                  | 34.900 |
| 4                                   | Italie Elisa Blanchi Fabrizia D'Ottavio Marinella Falca Daniela Masseroni Elisa Santoni Anzhelika Savrayuk            | 17.000 (4) | -        | 17.425 (3)            | -                     | 34.425 |
| 5                                   | Bulgarie Tzveta Kousseva Yolita Manolova Zornitsa Marinova Maya Paunovska Ioanna Tantcheva Tatyana Tongova            | 16.750 (5) | 0.20     | 16.800 (5)            | 0.20                  | 33.550 |
| 6                                   | Israël Ilena Dvornichenko Katerina Pisetsky Maria Savenkov Rahel Vigdozchik Veronika Vitenberg                        | 16.050 (7) | 0.05     | 16.050 (6)            | -                     | 32.100 |
| 7                                   | Azerbaïdjan Anna Bitieva Dina Gorina Vafa Huseynova Anastasiya Prasolova Alina Trepina Valeriya Yegay                 | 16.075 (6) | -        | 15.500 (7)            | 0.05                  | 31.575 |
| 8                                   | Ukraine Krystyna Cherepenina Olena Dmytrash Alina Maksymenko Vira Perederiy Yuliya Slobodyan Vita Zubchenko           | 15.975 (8) | -        | 15.125 (8)            | 0.40                  | 31.100 |